# Costa di Davis

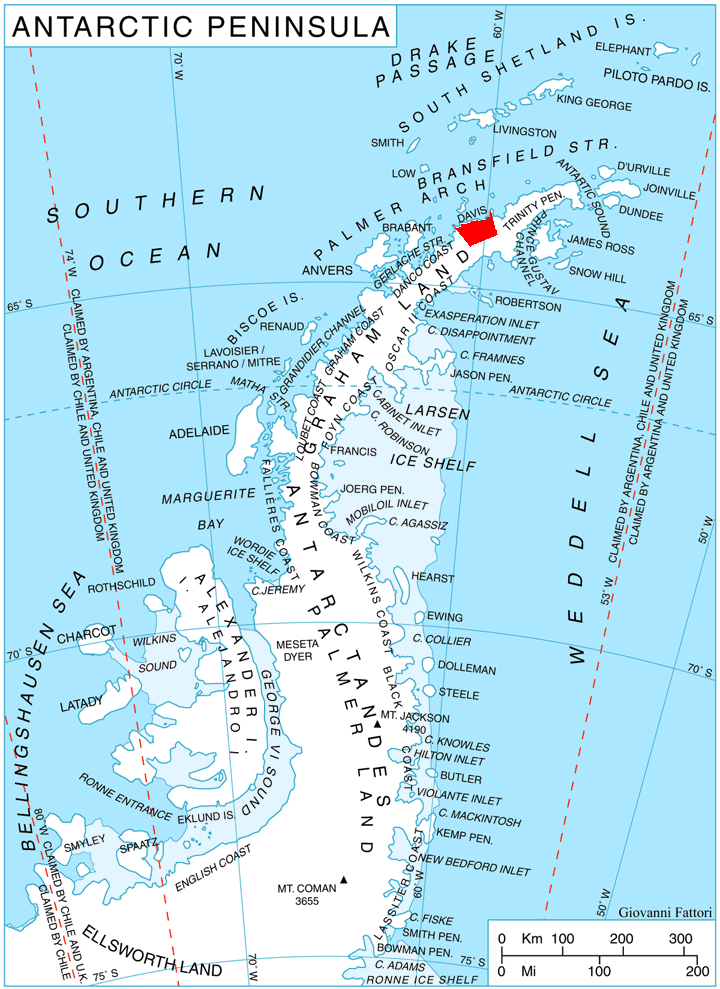
La costa di Davis nella penisola Antartica.

La costa di Davis (centrata alle coordinate 64°00′S 60°00′W) è una porzione della costa della Terra di Graham, in Antartide. In particolare, la costa di Davis si estende nella parte occidentale della penisola Antartica tra capo Kjellman, a nordest, e capo Sterneck, a sudovest, confinando quindi a nordest con la penisola Trinity e a sudovest con la costa di Danco.

## Storia
La costa di Davis fu così battezzata dal Comitato consultivo dei nomi antartici in onore di John Davis, il cacciatore di foche americano che ha sempre rivendicato il fatto di aver effettuato il primo sbarco mai registrato sul continente antartico proprio su questa costa, il 7 febbraio 1821, a bordo del Cecilia.